# Seconde-barbe
La seconde-barbe (en anglais beard-second) est une unité de mesure spatiale inspirée par l'année-lumière, mais utilisée pour des distances extrêmement courtes comme celles de circuits intégrés. La seconde-barbe est définie comme la longueur moyenne à laquelle une barbe pousse en une seconde. Kemp Bennett Kolb définit la distance en exactement cent angströms (dix nanomètres).